# Вибханга
Вибханга (пали vibhaṅga) — вторая часть Абхидхамма-питаки, третьей книги Палийского канона, служащая своеобразным продолжением и частичным повторением Дхаммасангани. Здесь излагается определённое число тем, которым Будда уделили особенное внимание в своих проповедях. Среди них четыре истины, пять скандх, дхату, аятаны, индрии и т. д.
Книга делится на 18 глав, каждая из которых связана с определённой темой:
- Множество (5 скандх)
- Основы чувств (аятана)
- Элементы (дхату)
- Истина (сачча)
- Способности (индрии)
- Взаимозависимое возникновение (пратитьясамутпада)
- Основы памятования (сатипаттхана)
- Правильные старания (саммаппадхана)
- Основа силы (иддхипада)
- Факторы просветления (бодджханга)
- Путь (магга)
- Сосредоточение (дхьяна)
- Беспредельные (апрамана)
- Правила обучения (сиккхапада)
- Анализ (патисамбхида)
- Знание (няна)
- Меньшие предметы (кхуддхака ваттху)
- Сердце дхармы (дхаммахадая)

Большинство из глав имеет три раздела: Суттанта-бхаджания, Абхидхамма-бхаджания и Паньхапуччхака. В первом из этих разделов показаны метод анализа и дефиниции, использовавшиеся Буддой в своих проповедях; некоторые части находят аналоги в других книгах канона (Сачча-вибханга и Сачча-вибханга-сутта в Мадджхима-никае). Для Абхидхамма-бхаджании характерны технический анализ и определения, данные с философской точки зрения. Те главы, которые имеют в своём составе раздел Паньхапуччхака, подробно излагают то, как каждый специальный термин определяется в системе трёх- и двухстиший, перечисленных в Дхаммасангани.
Вибханга не имеет в отличие от большинства остальных частей Абхидхамма-питаки в своём начале матики, списка.